# Inga retinocarpa
Inga retinocarpa là một loài thực vật có hoa trong họ Đậu. Loài này được Poncy miêu tả khoa học đầu tiên.